# Ardy Wiranata
Ardy Bernardus Wiranata (Jacarta, 10 de fevereiro de 1970) é um ex-jogador de badminton da Indonésia, medalhista olímpico.

## Carreira
Conquistou a medalha de prata nos Jogos Olímpicos de Verão de 1992 em Barcelona.